# Baptornis
Baptornis (лат.) — род вымерших нелетающих водных авиал (птиц в широком смысле), живших во время коньякского — верхнего кампанского веков позднемеловой эпохи (89,8—70,6 млн лет назад). Остатки представителя единственного вида Baptornis advenus обнаружены на территории современного Канзаса (США), во времена позднего мела в основном покрывавшейся шельфовым Западным внутренним морем. Впервые их обнаружил в 1870-е годы Отниел Чарлз Марш. Возможно, эти птицы обитали на территории современной Швеции и по всей Голарктике.

## Палеоэкология
Среди всех гесперорнисообразных экология Baptornis advenus изучена лучше всего, за исключением  Hesperornis regalis. Птица была размером с гагару, средней величины по сравнению с другими членами отряда, и имела заметно удлинённую шею.

## Систематика
Среди систематиков нет единого мнения по поводу объемлющего (родительского) таксона рода. Традиционно его включают в семейство Baptornithidae отряда гесперорнисообразных или клады Hesperornithes, которое было специально выделено для этого рода. Однако с 2001 года его начали относить напрямую к кладе птицехвостых (Ornithurae), а в 2013—2014 годах — к более древней кладе Ornithuromorpha. В работе  2015 года Wang и Liu отнесли род к кладе Ornithurae.

### Классификация
По данным сайта Paleobiology Database, на ноябрь 2020 года в род включают всего 1 валидный вымерший вид:
- Baptornis advenus Marsh, 1877typus

В 2005 году установлено, что «фламинго» Parascaniornis stenisoei Lambrecht, 1933 из Швеции относится к роду Baptornis. Материала для окончательных выводов недостаточно, поэтому биномен включён в род в статусе nomen dubium.